# Сан-Жозе-ду-Ортенсиу
Сан-Жозе-ду-Ортенсиу (порт. São José do Hortêncio)  —  муниципалитет в Бразилии, входит в штат Риу-Гранди-ду-Сул. Составная часть мезорегиона Агломерация Порту-Алегри. Находится в составе крупной городской агломерации . Входит в экономико-статистический  микрорегион Монтенегру. Население составляет 4804 человек на 2019 год. Занимает площадь 63,693 км². Плотность населения — 75,4 чел./км².
Праздник города — 20 декабря.

## История
Город основан 29 апреля 1988 года.

## Статистика
- Валовой внутренний продукт на 2003 составляет 53.298.076,00 реалов (данные: Бразильский институт географии и статистики).
- Валовой внутренний продукт на душу населения на 2003 составляет 14.420,48 реалов (данные: Бразильский институт географии и статистики).
- Индекс развития человеческого потенциала на 2000 составляет 0,815 (данные: Программа развития ООН).

## География
Климат местности: субтропический.